# SS Virtus
Nezaměňovat s italským fotbalovým klubem SS Virtus Lanciano 1924.
SS Virtus (Società Sportiva Virtus) je sanmarinský fotbalový klub z obce Acquaviva založený v roce 1964. Klubové barvy jsou zelená a černá. V sezóně 2023/24 vyhráli 1. titul.

## Úspěchy
- Trofeo Federale (sanmarinský Superpohár do roku 2011)
  - 1× vítěz (1988)[1]

- 1× Campionato Sammarinese di Calcio (2024)

## Soupiska
| Číslo |            | Pozice | Hráč              |
| ----- | ---------- | ------ | ----------------- |
| 1     | Itálie     | B      | Diego Lasagni     |
| 3     | Itálie     | O      | Daniel Piscaglia  |
| 4     | Itálie     | Z      | Andrea Montanari  |
| 5     | Itálie     | O      | Michele Rinaldi   |
| 6     | Itálie     | O      | Roberto Sabato    |
| 7     | San Marino | O      | Manuel Battistini |
| 8     | Itálie     | Z      | Mario Barone      |
| 9     | Itálie     | Z      | Tommaso Lombardi  |
| 10    | Itálie     | Z      | Ivan Buonocunto   |
| 11    | Itálie     | Ú      | Filippo Albini    |
| 14    | Itálie     | Ú      | Loris Tortori     |
| 15    | Itálie     | O      | Nicola Gori       |
| 16    | Itálie     | Z      | Jacopo Muggeo     |

| Číslo |            | Pozice | Hráč                  |
| ----- | ---------- | ------ | --------------------- |
| 17    | San Marino | Z      | Alessandro Golinucci  |
| 19    | San Marino | Z      | Pietro Sopranzi       |
| 22    | Itálie     | Ú      | Nicola Angeli         |
| 23    | Itálie     | O      | Christofer Genestreti |
| 24    | Itálie     | Ú      | Alessandro Pecci      |
| 25    | Itálie     | Ú      | Simone Benincasa      |
| 26    | Itálie     | O      | Aron Giacomoni        |
| 28    | Itálie     | B      | Andrea Battistini     |
| 31    | Itálie     | Z      | Nicolò Vallocchia     |
| 33    | Itálie     | Z      | Mattia Pirini         |
| 39    | Itálie     | B      | Alex Passaniti        |
| 45    | San Marino | Z      | Elia Ciacci           |
| 64    | San Marino | O      | Thomas Rosti          |